# Nether World
|  | Denne artikel er oprettet af botten PalnaBot ud fra en ekstern database. Den kan derfor have sproglige fejl eller mangler. Denne skabelon kan fjernes efter kontrol af indholdet. |

Nether World er en film instrueret af Anders Dalgaard efter manuskript af Anders Dalgaard.

## Handling
To lejemordere fra CIA, der venter på deres næste offer i en mennesketom parkeringskælder, oplever kaos, da offeret endelig dukker op. De professionelle dræbere bliver fanget i et dilemma, da endnu et offer dukker op: skal de gøre det af med dem begge eller lade dem gå?